# Jan Visser Museum

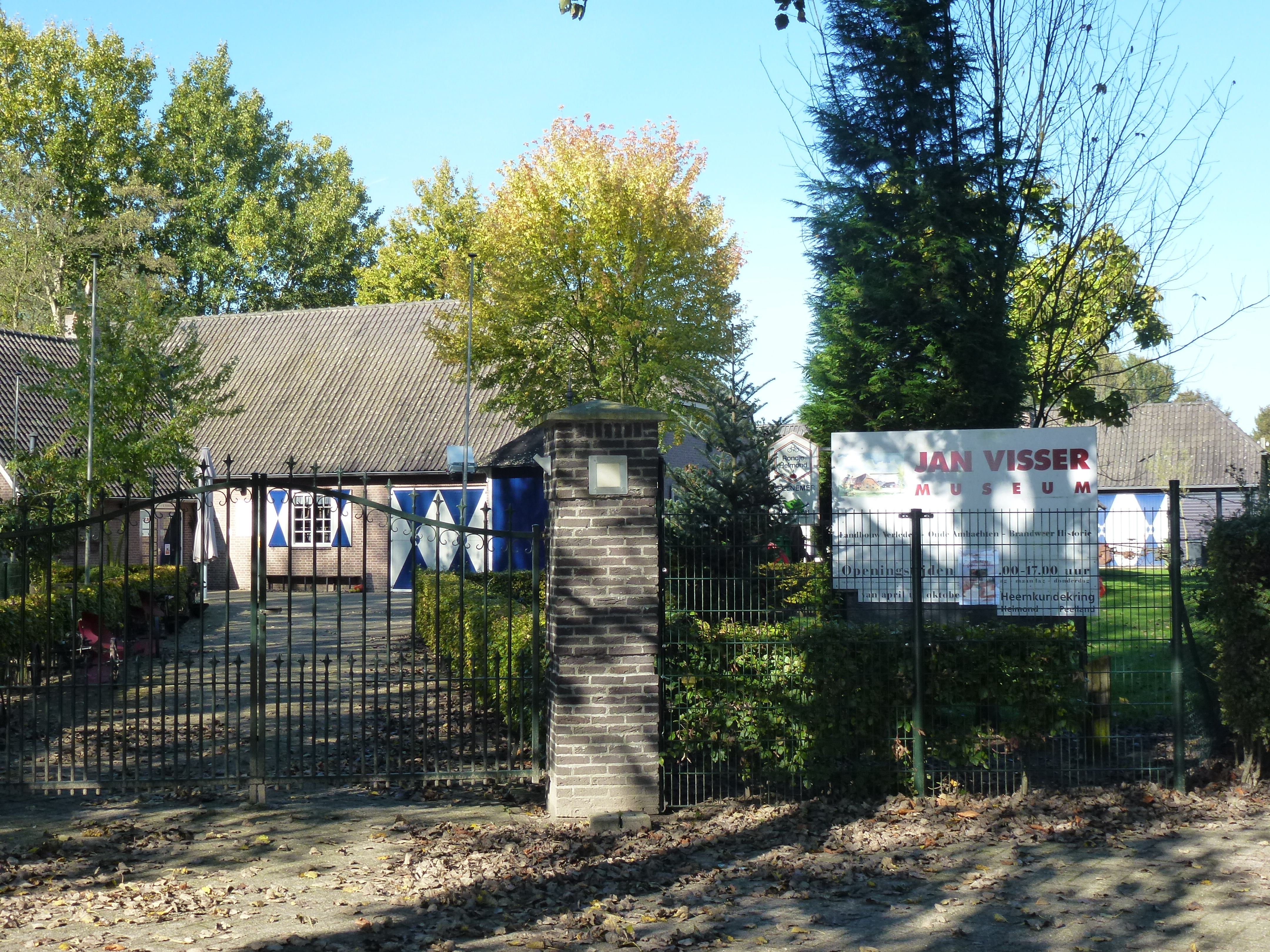

Het Jan Visser Museum is een streekmuseum in Helmond, gelegen aan Keizerin Marialaan 5.

## Collectie
De basis van de collectie werd gelegd door Jan Visser, chef graveerderij in de Van Vlissingen katoendrukkerij te Helmond, die voorwerpen uit het landbouwbedrijf van omstreeks 1900 bijeenbracht. Vanaf 1998 werden daar voorwerpen van oude ambachten (schoenmaker, slachter, smid, timmerman, koperslager) aan toegevoegd. Voorts zijn er voorwerpen met betrekking tot het boterkarnen, het kaas maken en het brood bakken. Uiteindelijk werd een collectie van brandweerwerktuigen, afkomstig van de Helmondse brandweer, aan de collectie toegevoegd.